# Stągwica

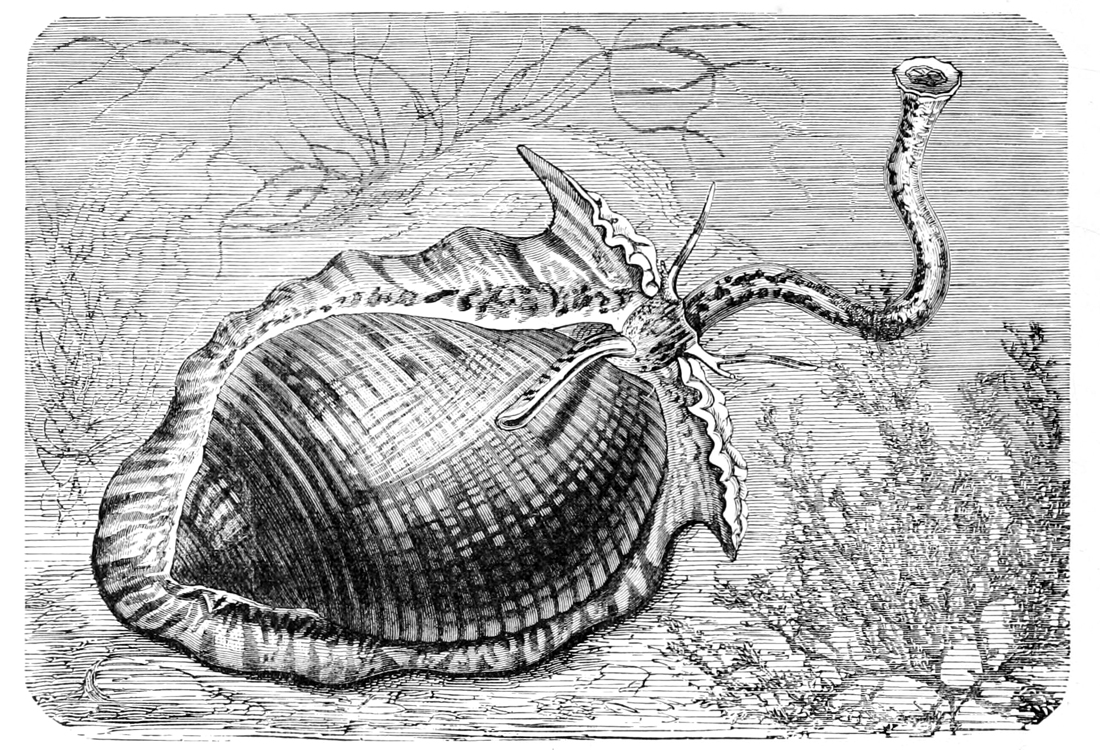
Rysunek żywej stągwicy Tonna perdix. Widoczny charakterystyczny ryjek

Stągwica (Tonna) – rodzaj dużych, drapieżnych ślimaków morskich z rodziny Tonnidae. Muszle wysokości 15–30 cm, kulistawe, cienkościenne. Od muszli podobnych wręg (Harpidae) różnią się gęstszymi żeberkami, umieszczonymi wzdłuż, nie w poprzek skrętów. Wręgi i stągwice nie są ze sobą blisko spokrewnione.
Stągwice wyposażone są w bardzo długi, robakowaty, ruchliwy ryjek. Znajdujący się na jego końcu otwór gębowy otacza mocna przyssawka. Ślina zawiera kwasy, w tym 2–4% kwas siarkowy oraz kwas asparaginowy. Kwasy służą ślimakowi do polowania na zdobycz, którą stanowią przede wszystkim szkarłupnie. Związki te trawią szkielet wapienny napadniętego zwierzęcia, często tworzący obronny pancerz. Jeśli zwierzę to jest szkarłupniem, kwas asparaginowy działa ponadto na nie, wprawiając je w stan odrętwienia. Następnie stągwica wyrywa fragmenty ciała ofiary i połyka je. Zdarzają się przypadki omyłkowego ranienia ludzi podczas kąpieli w morzu.
Stągwice zasiedlają morza pełnosłone od tropików po cieplejsze rejony strefy umiarkowanej. Zamieszkują zarówno płycizny, jak i duże głębokości.

## Gatunki
W skład rodzaju stągwica wchodzi 30 gatunków:

- Tonna alanbeui Vos, 2005
- Tonna allium (Dillwyn, 1817)
- Tonna ampullacea (R.A. Philippi, 1845)
- Tonna berthae Vos, 2005
- Tonna boucheti Vos, 2005
- Tonna bozzettii T. Cossignani, 2021
- Tonna canaliculata (Linnaeus, 1758)
- Tonna chinensis (Dillwyn, 1817)
- Tonna cumingii (Reeve, 1849)
- Tonna deshayesii (Reeve, 1849)
- Tonna dolium (Linnaeus, 1758)
- Tonna dunkeri (Hanley, 1860)
- Tonna galea (Linnaeus, 1758)
- Tonna hawaiiensis Vos, 2007
- Tonna lischkeana (Küster, 1857)
- Tonna luteostoma (Küster, 1857)
- Tonna melanostoma (Jay, 1839)
- Tonna morrisoni Vos, 2005
- Tonna oentoengi Vos, 2005
- Tonna pennata (Mörch, 1853)
- Tonna perdix (Linnaeus, 1758)
- Tonna poppei Vos, 2005
- Tonna rosemaryae Vos, 1999
- Tonna sulcosa (Born, 1778)
- Tonna tankervillii (Hanley, 1860)
- Tonna tenebrosa (Hanley, 1860)
- Tonna tessellata (Lamarck, 1816)
- Tonna tetracotula Hedley, 1919
- Tonna variegata (Lamarck, 1822)
- Tonna zonata (Green, 1830)